# Box Hill (Wiltshire)
Box Hill – wieś w Anglii, w hrabstwie Wiltshire. Leży 49 km na północny zachód od miasta Salisbury i 147 km na zachód od Londynu.